# ناموندا
ناموندا (بالبرتغالية: Nhamundá‏) هي بلدية تقع في البرازيل في الأمازون (ولاية). يقدر عدد سكانها بـ 18,198 نسمة ومساحتها 14.106 كم2 وترتفع عن سطح البحر 50 متر.